# Xenòcrates (escultor)
Xenòcrates  (en llatí Xenocrates, en grec antic Ξενοκρὰτης) va ser un escultor grec, de l'escola de Lisip. Era deixeble de Tisícrates o potser d'Eutícrates, i a tots dos els va superar en la quantitat d'obres realitzades.
Va escriure tanmateix diversos llibres sobre art. Va florir a l'entorn de l'any 260 aC. En un passatge de la Naturalis Historia, Plini diu que Xenòcrates va fer alguns comentaris sobre el pintor Parrasi, però això no vol dir que hagués escrit sobre pintura, sinó només sobre art en general.
Plini també diu que va escriure un llibre sobre art torèutica (l'art d'esculpir damunt de metalls), i també que era autor d'un treball sobre el metall en general (de metallica discipline).